# Abadía de las Damas
La abadía de las Damas (en francés: Abbaye aux Dames) es una de las dos grandes abadías de Caen. La iglesia abacial de la Trinidad acoge la tumba de Matilde de Flandes desde 1083, siendo Matilde la esposa de Guillermo el Conquistador.

## Historia

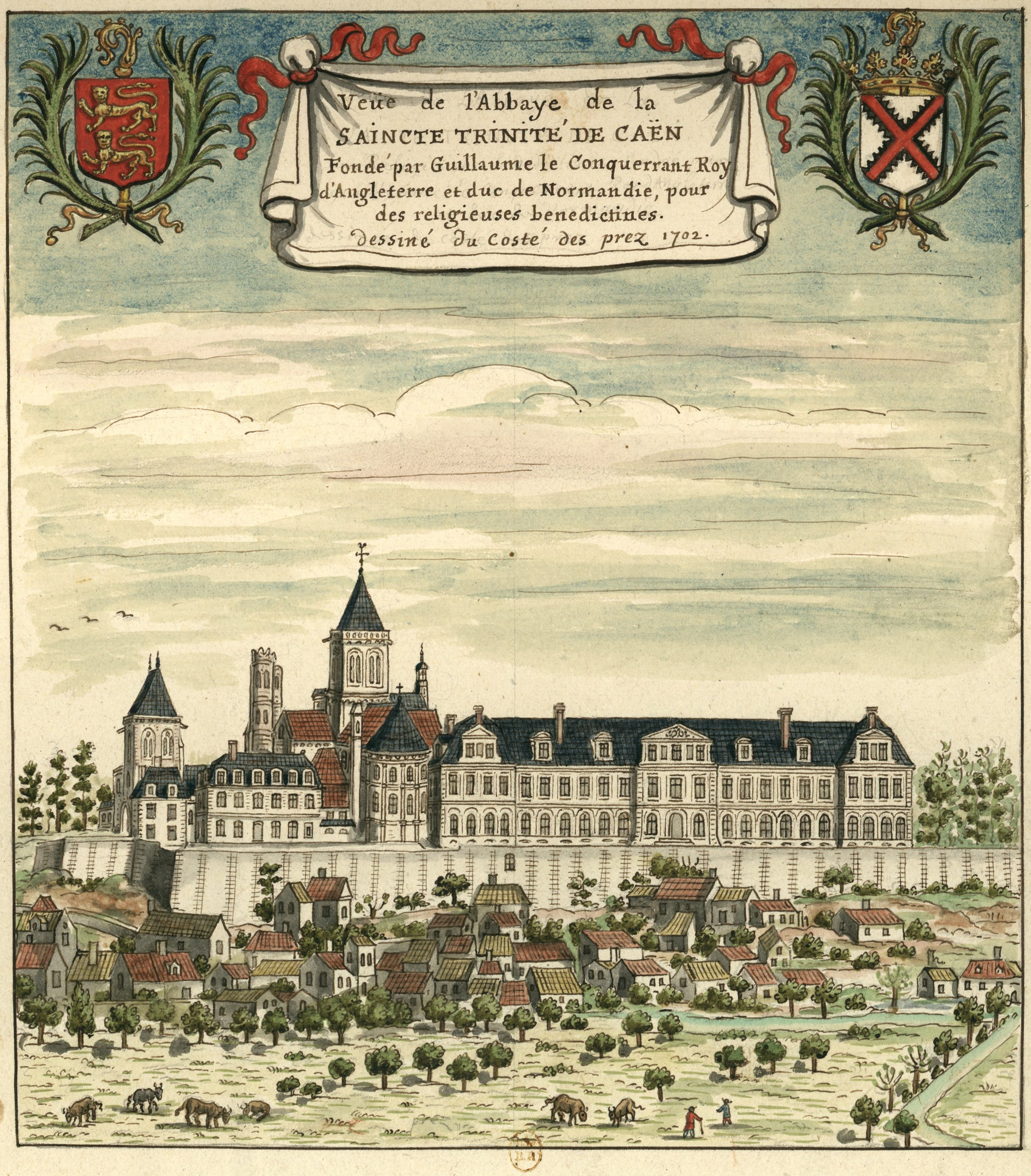
La abadía en 1702

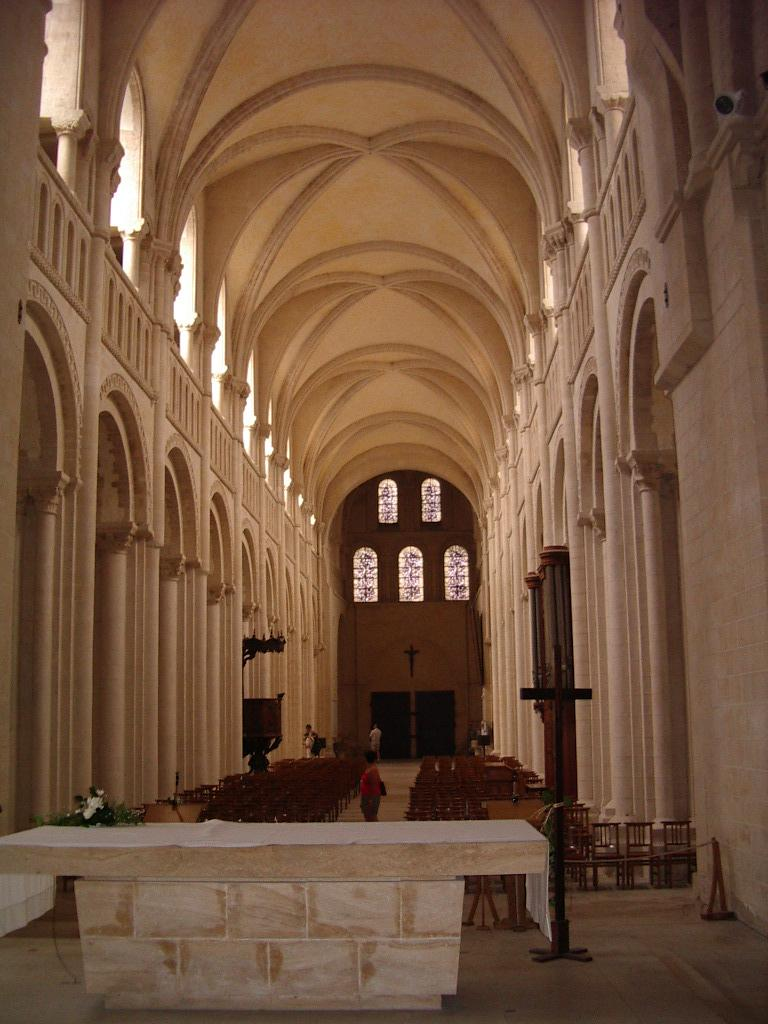
Interior de la iglesia abacial

En 1059, Guillermo el Conquistador y su esposa Matilde de Flandes fundan en Caen dos abadías benedictinas: la abadía de los hombres, dedicada a San Esteban, y la abadía de las damas, consagrada a la Santísima Trinidad. Los trabajos en la iglesia de la abadía de las damas se iniciaron en 1062 y finalizaron en 1130. Las obras se iniciaron por el ábside en el siglo XI, añadiéndose con posterioridad los arbotantes en el exterior para el refuerzo del edificio.
Matilde falleció el año 1083, y su tumba sigue ubicada en el coro de la iglesia.
Durante la Revolución francesa, las religiosas fueron expulsadas de la abadía en 1791, para regresar en 1820 -cuando la Abadía se convierte en «Hospital»- siguiendo en ella hasta 1980. En 1865 la iglesia de la abadía pasó a ser la iglesia parroquial del barrio siendo profundamente restaurada. Durante el siglo XVIII, la bóveda fue demolida para ser nuevamente reconstruida. En el siglo XIX, la fachada y las torres fueron objeto de una reconstrucción integral.
En junio de 1944, durante la batalla de Normandía y la batalla de Caen, la iglesia y la abadía quedaron relativamente a salvo de los bombardeos, aunque la ciudad quedó en su mayor parte arrasada. Una última restauración del interior de la iglesia tuvo lugar entre 1990 y 1993.

## Arquitectura
La nave está bordeada por arcadas con arcos de medio punto con una galería superpuesta (triforio) que sirve como apoyo a una bóveda ojival. Es de hecho la primera bóveda ojival construida en Normandía, datando de 1130.
El transepto en el centro de la iglesia contiene el altar. El transepto norte es de estilo románico, abriéndose hacia un pequeño ábside (la capilla del Santísimo Sacramento) que acoge el tabernáculo. El transepto sur presenta columnas góticas integradas en la decoración románica.
El coro finaliza en un ábside ornado por cuatro columnas y por una galería decorada por animales fantásticos.
Existe igualmente una cripta con numerosas columnas.

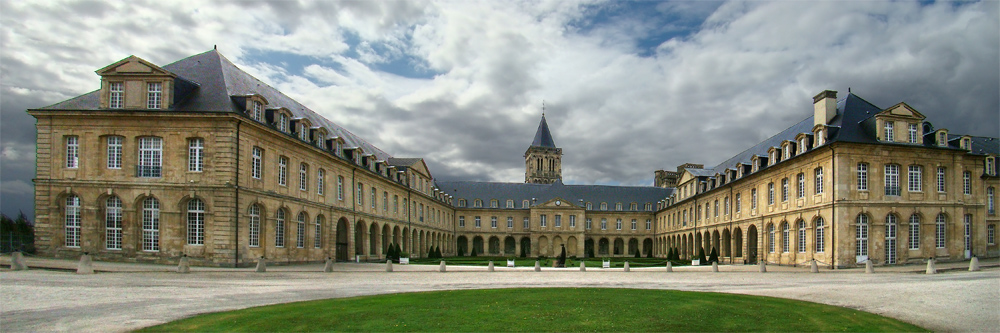
Los edificios conventuales alrededor del claustro